# Cementiri de Tàrrega
El Cementiri de Tàrrega és una obra de Tàrrega (Urgell) inclosa a l'Inventari del Patrimoni Arquitectònic de Catalunya.

## Descripció
Té una façana formada per runa de paret de carreus del tot llissa seguint el pendent del terreny i una porta central amb arc de mig punt. Part de les dovelles s'eleven per sobre de la línia d'acabament.
Va ser construït el 1868.